# Вашингтерна и Срби
Вашингтерна и Срби : од Труманових јаја, до Клинтоновог осиромашеног уранијума је историјско-геополитичка студија српског геополитиколога др Зорана Петровића Пироћанца, објављена 2013. године.
У студији се истражује геополитичко, војно, економско и дипломатско дејство Сједињених Америчких Држава према Србији и Србима у другој половини 20. и почетком 21. века. Књигу је објавио Институт за политичке студије у Београду у оквиру научног пројекта „Демократски и национални капацитети политичких институција Србије у процесу међународних интеграција“. Рецензенти су проф. др Синиша Боровић и проф. др Александар Ж. Петровић.
Аутор је монографију посветио свом учитељу, француском историчару и професору Андреу Гијуу, преминулом у октобру 2013. године, као једном од „последњих европских хуманиста, левичара, искрених бораца за права малих народа“.